# Buck Privates
Buck Privates é um filme estadunidense de 1941, do gênero comédia, dirigido por Arthur Lubin.
Foi o primeiro filme protagonizado pela dupla Abbott & Costello, que no ano anterior havia debutado no cinema como coadjuvante, com muito sucesso. Teve uma sequência em 1947, Buck Privates Come Home.
Os números musicais ficaram a cargo das The Andrews Sisters e Lou Costello. Contou com pequena participação de Shemp Howard, um dos Três Patetas.

## Sinopse
Slicker Smith e Herbie Brown são dois malandros que vendem gravatas ordinárias sem licença. Fugindo da polícia, eles entram no que pensam ser a fila para o cinema, mas na verdade é o local de alistamento para o Exército. Tornados recrutas em treinamento (Bucky Privates), eles partem para um Centro de Recrutamento, onde participarão dos exercícios e manobras (na época, os EUA ainda não haviam entrando na II Guerra Mundial).
Dentre os outros recrutas estão o soldado Randolph Parker, playboy filho de milionário e que, apesar de não querer continuar no Exército, se destaca por já ter servido em escola militar; e o cabo Bob Martin. Ambos se interessam pela mesma garota, uma das mulheres que se alistaram para servir de atendentes no Centro. Enquanto eles não se entendem, Herbie e Slicker aprontam as confusões com seus superiores e se envolvem em jogos e apostas.

## Elenco
- Bud Abbott .... Slicker Smith
- Lou Costello .... Herbie Brown
- Patty Andrews .... ela mesma (como The Andrews Sisters)
- Maxene Andrews .... ela mesma (como The Andrews Sisters)
- Laverne Andrews ...  ela mesma (como The Andrews Sisters)
- Lee Bowman .... Randolph 'Randy' Parker III
- Alan Curtis .... Bob Martin
- Jane Frazee ...  Judy Gray
- Jean Brooks (creditada Jeanne Kelly)
- Tom Tyler ... Anunciador do box (não-creditado)
- Jack Mulhall ... Não-creditado
- Franklyn Farnum	 ...	Oficial (não creditado)
- Jack Perrin	 ...	Condutor (não creditado)
- Bob Reeves	 ...	Condutor (não creditado)

## Principais prêmios e indicações
Oscar 1942 (EUA)
- Indicado nas categorias de melhor trilha sonora de cinema e melhor canção original.

## Música
The Andrews Sisters cantam quatro canções; You're A Lucky Fellow, Mr. Smith, Boogie Woogie Bugle Boy, Bounce Me Brother With A Solid Four, e I'll Be With You When It's Apple Blossom Time.